# توكارت (أحوجين)
توكارت هو دُوَّار يقع بجماعة تدلي فطواكة، إقليم أزيلال، جهة بني ملال خنيفرة في المملكة المغربية. ينتمي الدوّار لمشيخة أحوجين التي تضم 13 دوار. يقدر عدد سكانه بـ 258 نسمة حسب الإحصاء الرسمي للسكان والسكنى لسنة 2004.

## روابط خارجية
- البوابة الوطنية للجماعات الترابية نسخة محفوظة 12 مارس 2018 على موقع واي باك مشين.
- المندوبية السامية للتخطيط